# Julie Boulanger
Julie Boulanger (París; 26 de octubre de 1982) es una actriz francesa.
Ha participado también en el videoclip un jour de Dany Brillant.

## Filmografía
- Léa Parker, serie (2003-2005) Camille Parker.
- Douches Froides, d'Antony Cordier en 2005.
- Le Cou de la graffe (The Giraffes Neck), de Safy Nebbouen 2004.
- Sous le soleil, serial televisión, en 2002-2003: Aurélie Saurel
- Le Prof´, d'Alexandre Jardin en 1999
- Des gens si bien éleves, telefilme de d'Alaim Nehum en 1997.
- Nos plus belles vacances, serial televisión, en 1992: Amandine